# Reims Polar 2024
Le Reims Polar 2024, 4e édition du festival, se déroule du 9 au 14 avril 2024.

## Déroulement et faits marquants
Outre la compétition, la 4e édition du festival propose une sélection de polars italiens et une rétrospective consacrée à Claude Chabrol

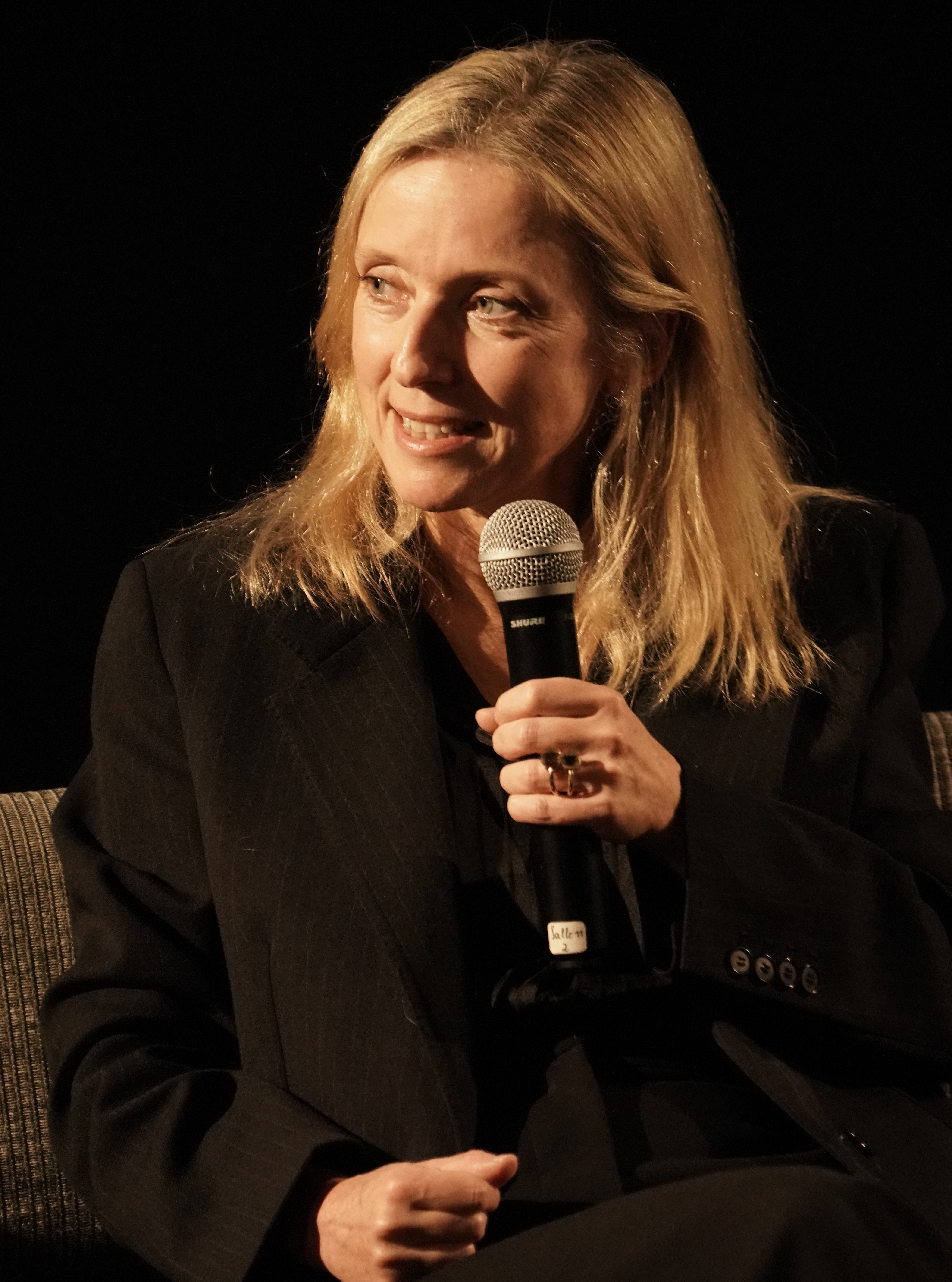
Leçon de cinéma avec Léa Drucker.

Le 13 avril 2024, le palmarès est annoncé : le Grand prix est décerné au film Highway 65 de Maya Dreifuss. Le prix du jury est remis aux films Only the River Flows de Wei Shujun et Borgo de Stéphane Demoustier,.

## Les jurys

### Compétition

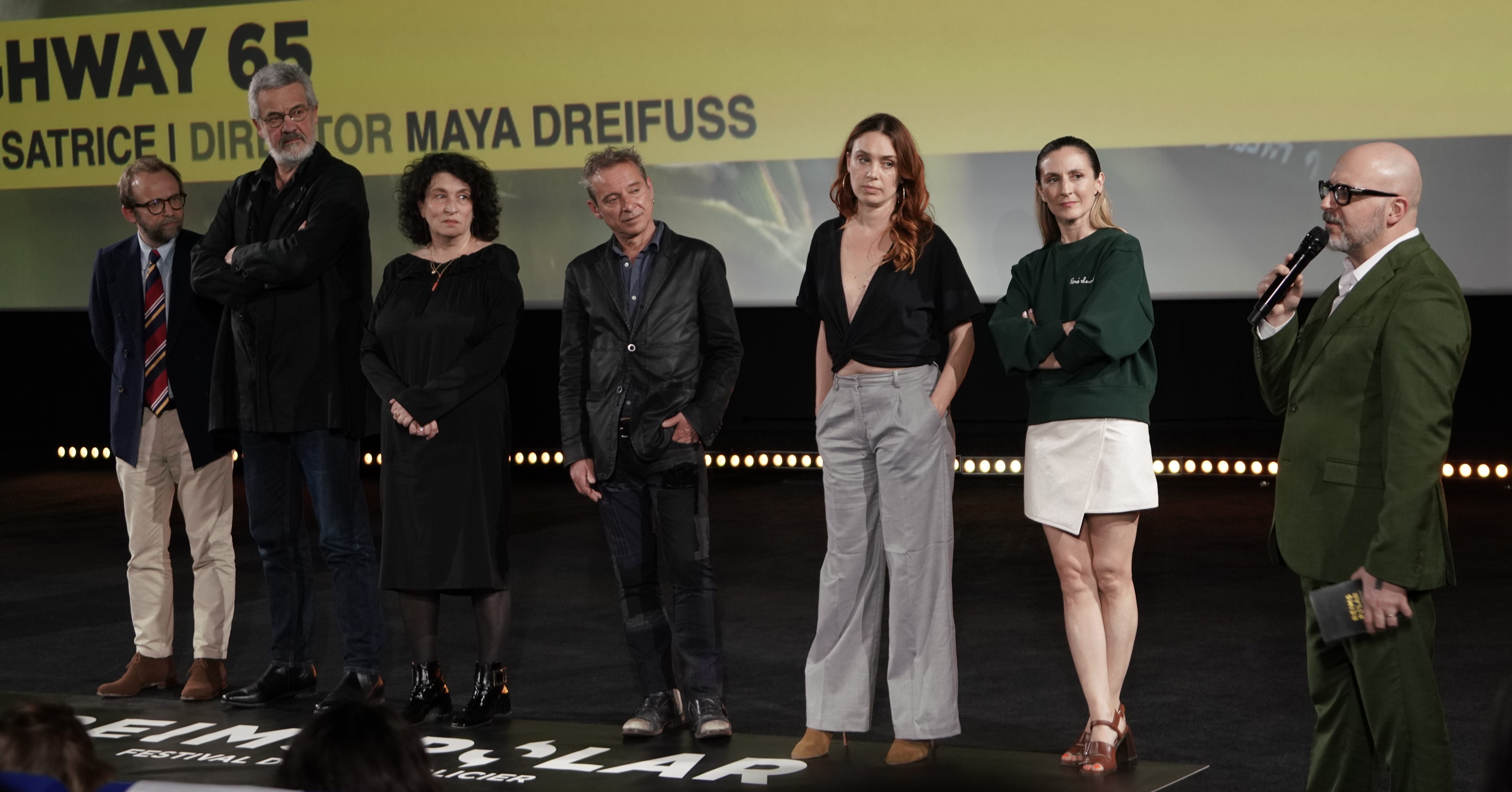
Le jury sur scène.

- Danièle Thompson (présidente du jury), scénariste, dialoguiste, réalisatrice
- Camille Chamoux, comédienne
- Laetitia Dosch, comédienne, dramaturge et metteuse en scène
- Caryl Férey, écrivain
- Noémie Lvovsky, réalisatrice, scénariste et actrice
- Arnaud des Pallières, réalisateur et scénariste
- Nicolas Pariser, réalisateur et scénariste

### Sang neuf

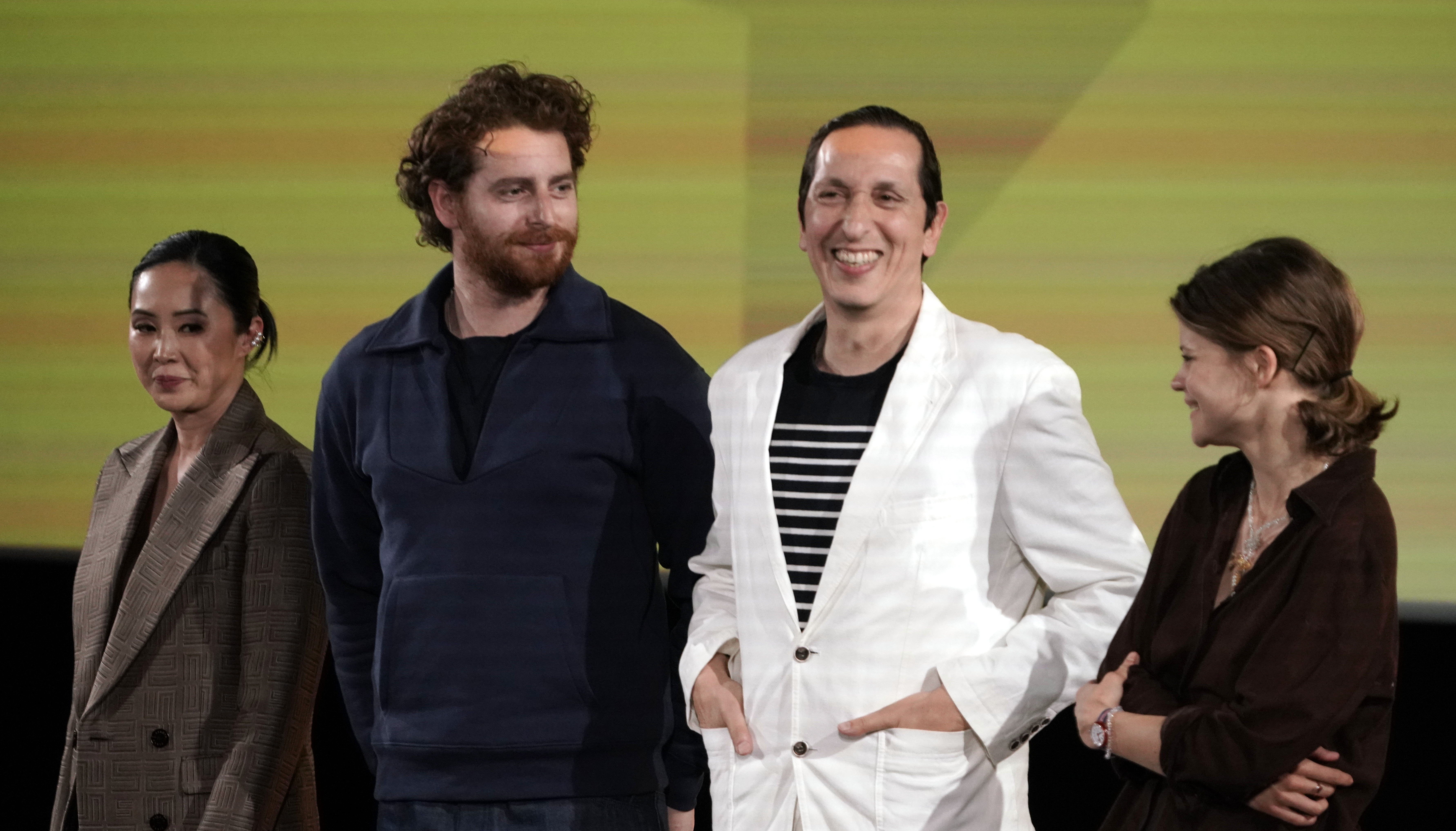
Jury Sang neuf.

- François Busnel (président du jury), journaliste et producteur
- Céleste Brunnquell, actrice
- Stéphane Foenkinos, réalisateur et scénariste
- Pablo Pauly, acteur
- Linh-Dan Pham, actrice

## Sélection

### En compétition

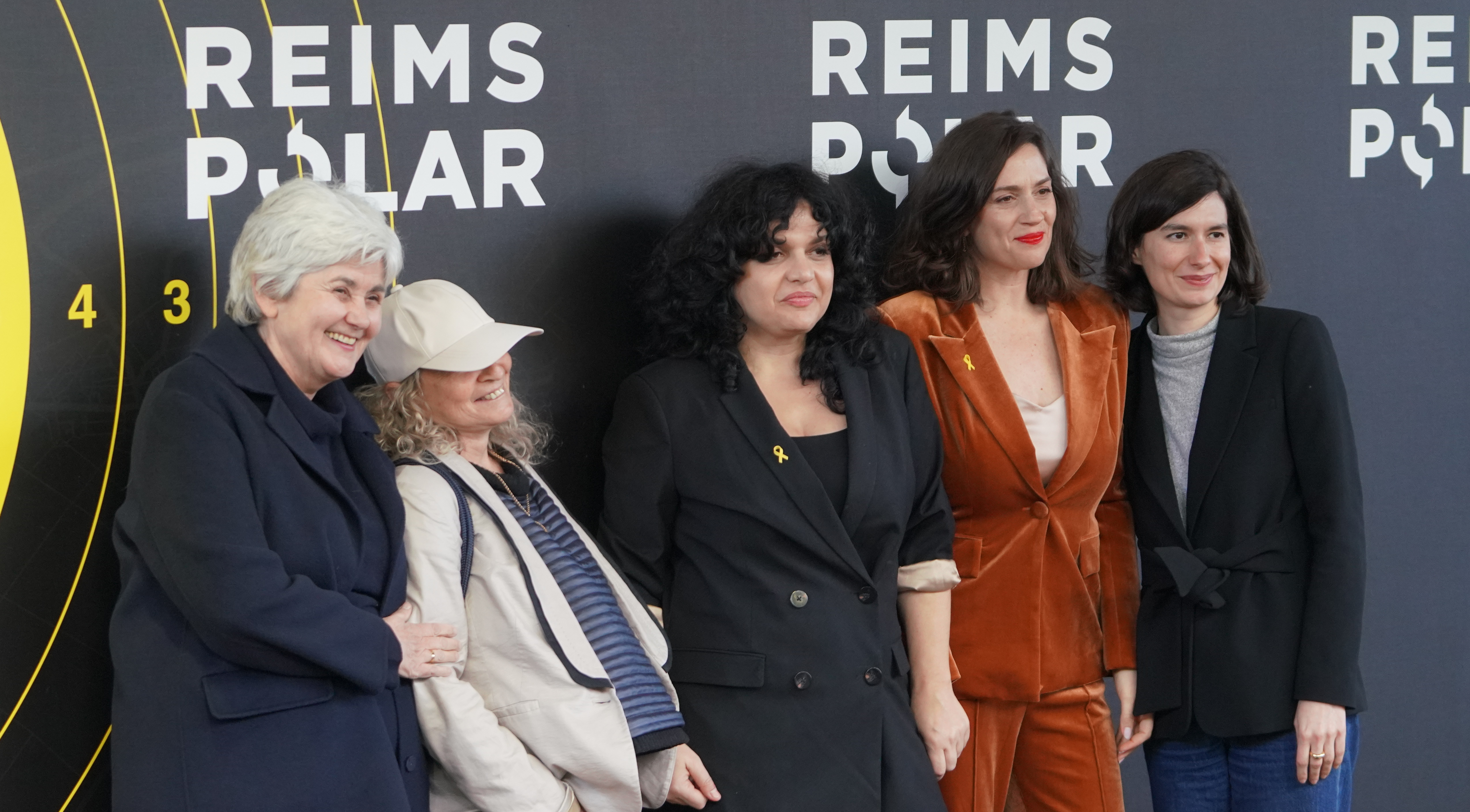
L'équipe Highway 65.

- Birthday Girl de Michael Noer  Danemark
- Blood for Dust de Rod Blackhurst  États-Unis
- Borgo de Stéphane Demoustier  France
- Highway 65 de Maya Dreifuss  Israël  France
- Last Stop : Yuma County (The Last Stop in Yuma County) de Francis Galluppi  États-Unis
- Hopeless de Kim Chang-hoon  Corée du Sud
- Only the River Flows de Wei Shujun  Chine
- Schock de Daniel Rakete Siegel et Denis Moschitto  Allemagne
- Steppenwolf de Adilkhan Yerzhanov  Kazakhstan

### Hors compétition
- Dark Market de Park Hee-kon  Corée du Sud
- Diabolik : Qui es-tu ? de Marco et Antonio Manetti  Italie
- Hit Man de Richard Linklater  États-Unis
- LaRoy de Shane Atkinson  États-Unis
- Les Enquêtes du département V : Promesse de Ole Christian Madsen  Danemark
- Un homme en fuite de Baptiste Debraux  France

### Sang neuf

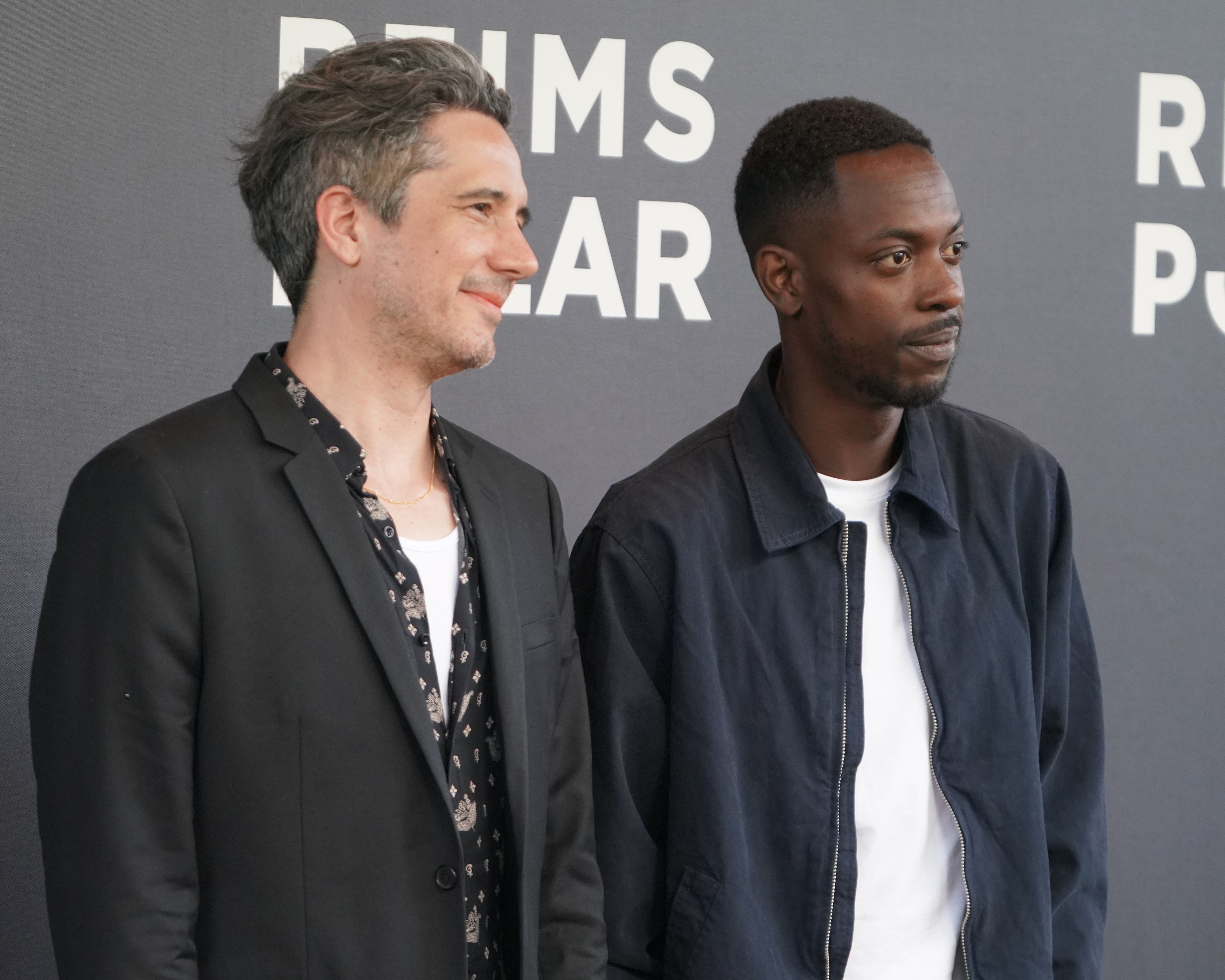
L'équipe de Salem.

- Blaga's Lessons de Stephan Komandarev  Bulgarie
- Hesitation Wound de Selman Nacar  Turquie
- Salem de Jean-Bernard Marlin  France
- Sons de Gustav Möller  Danemark
- The G de Karl R. Hearne  Canada
- The Wall de Philippe Van Leeuw  Belgique

### Série noire
- The Long Shadow de Lewis Arnold  Royaume-Uni (2 premiers épisodes de la série)

### Films noirs à l'italienne
- Cinq est le numéro parfait de Igor Tuveri
- Respiro de Emanuele Crialese
- Il sindaco del Rione Sanità de Mario Martone
- Dogman de Matteo Garrone
- Sicilian Ghost Story de Fabio Grassadonia et Antonio Piazza
- Gomorra de Matteo Garrone
- Les Conséquences de l'amour de Paolo Sorrentino
- Cadavres exquis de Francesco Rosi
- La Femme du dimanche de Luigi Comencini
- Enquête sur un citoyen au-dessus de tout soupçon de Elio Petri
- Meurtre à l'italienne de Pietro Germi

### Chabrolau vinaigre
- Merci pour le chocolat
- La Cérémonie
- Inspecteur Lavardin
- Poulet au vinaigre
- Le Boucher
- Que la bête meure
- Landru
- Les Bonnes Femmes
- Le Beau Serge

### Second souffle

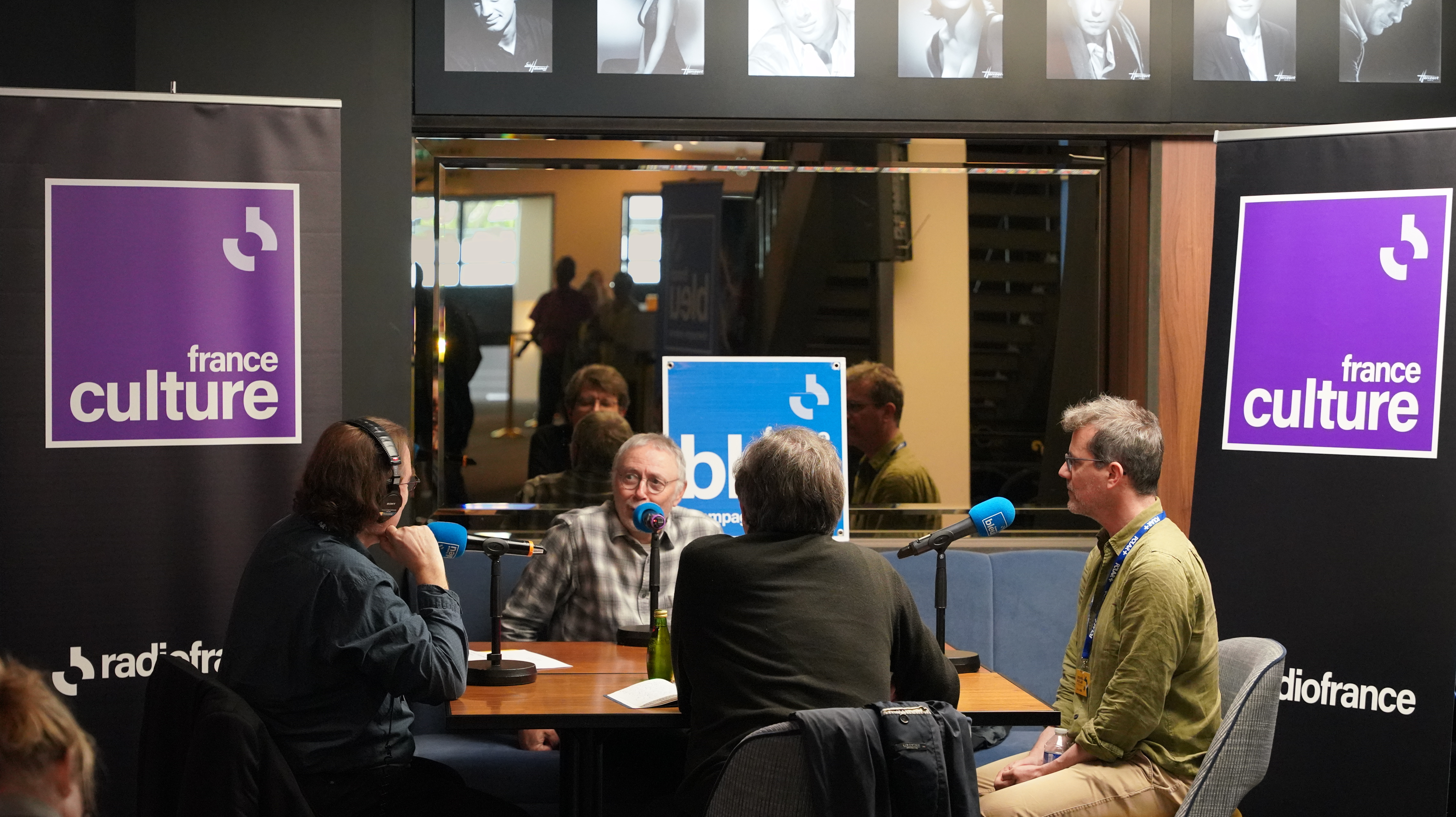
Enregistrement de Mauvais Genres avec Pierre Jolivet et Santiago Bordils animé par François Angelier et Philippe Rouyer.
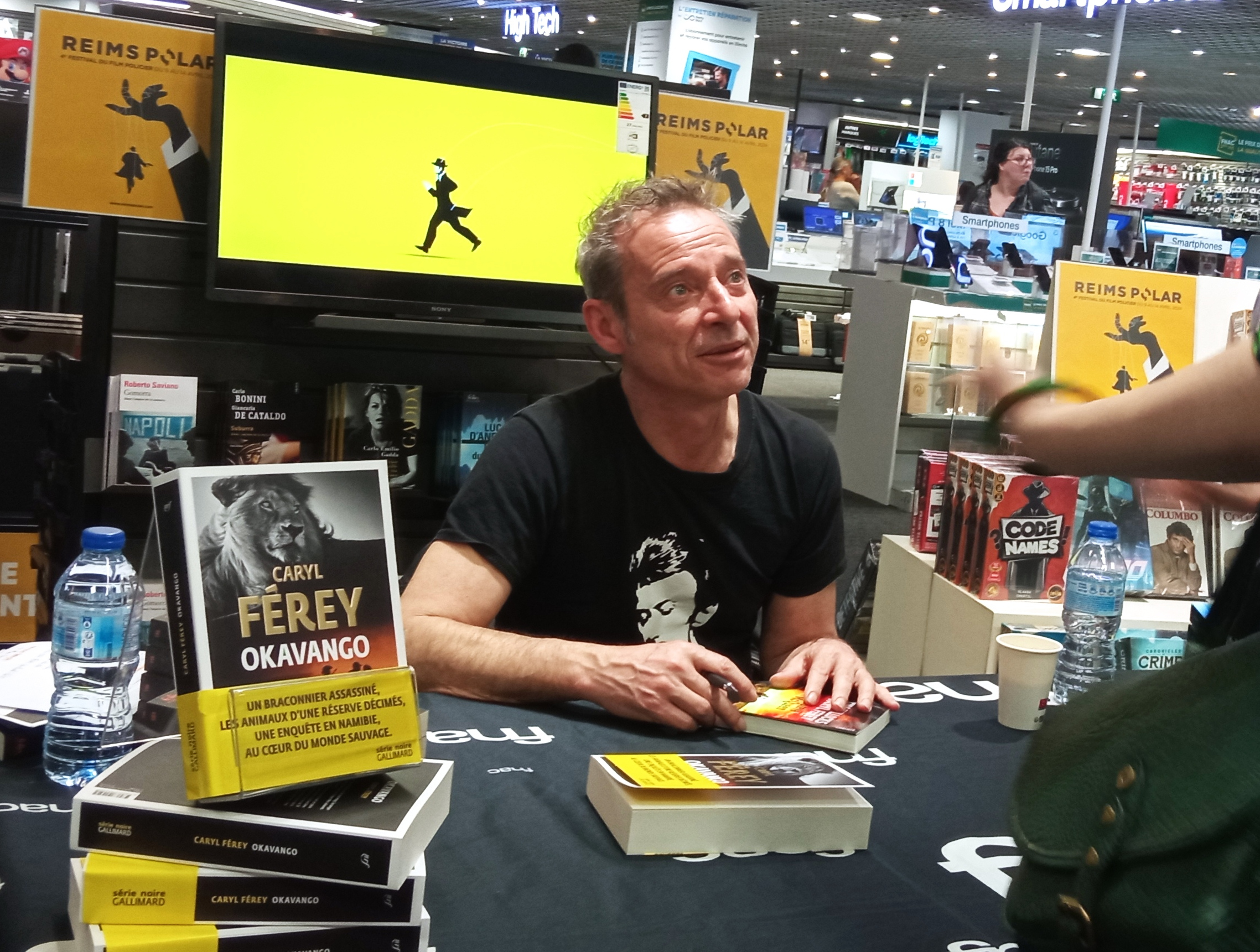
Dédicace avec Caryl Férey.

#### Séance spéciale
- Driver de Walter Hill  États-Unis

#### Films restaurés
- Crépuscule (Szürkület) de György Fehér  Hongrie
- L'Homme qui voulait savoir de George Sluizer  Pays-Bas  France
- Hitcher de Robert Harmon  États-Unis

### Hommage àAndrew Davis

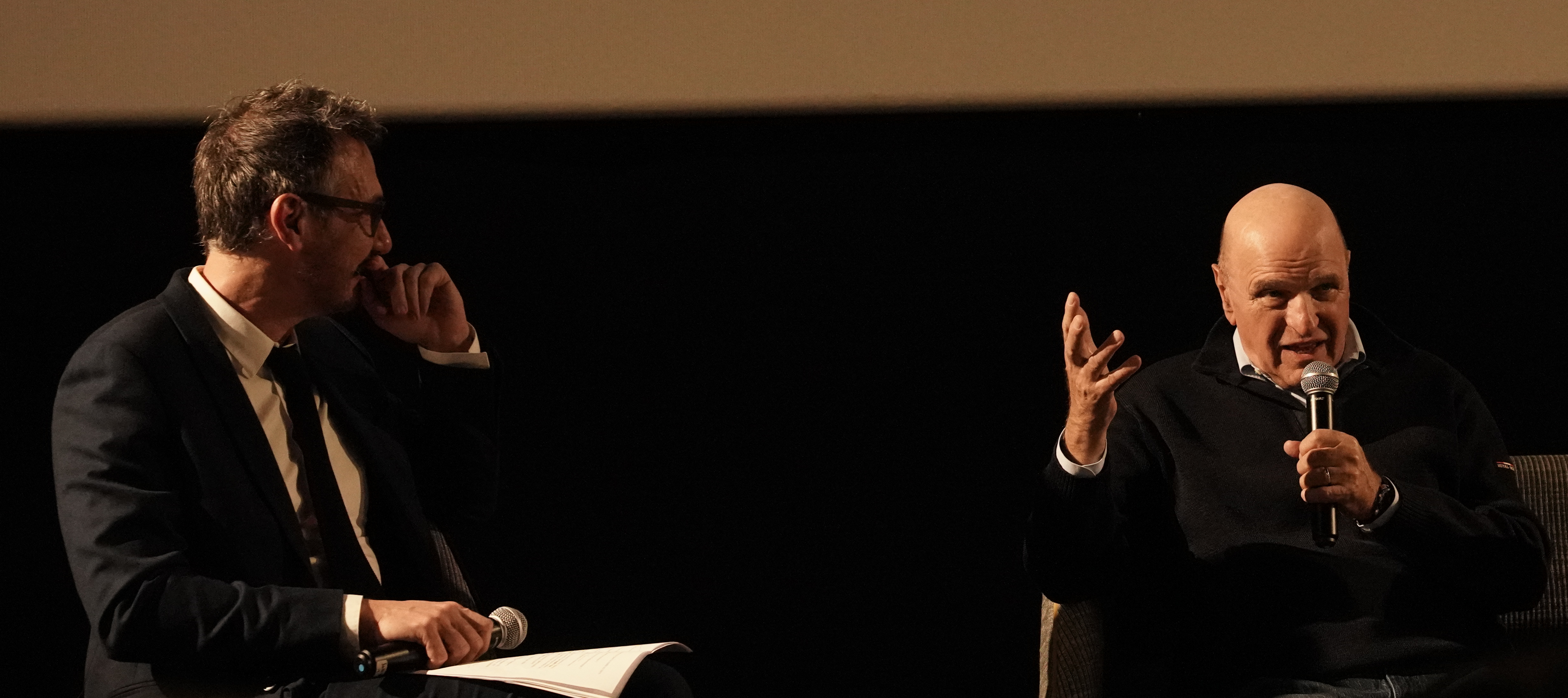
Andrew Davis pour une leçon de cinéma.

- Meurtre parfait
- Le Fugitif
- Piège en haute mer

## Palmarès

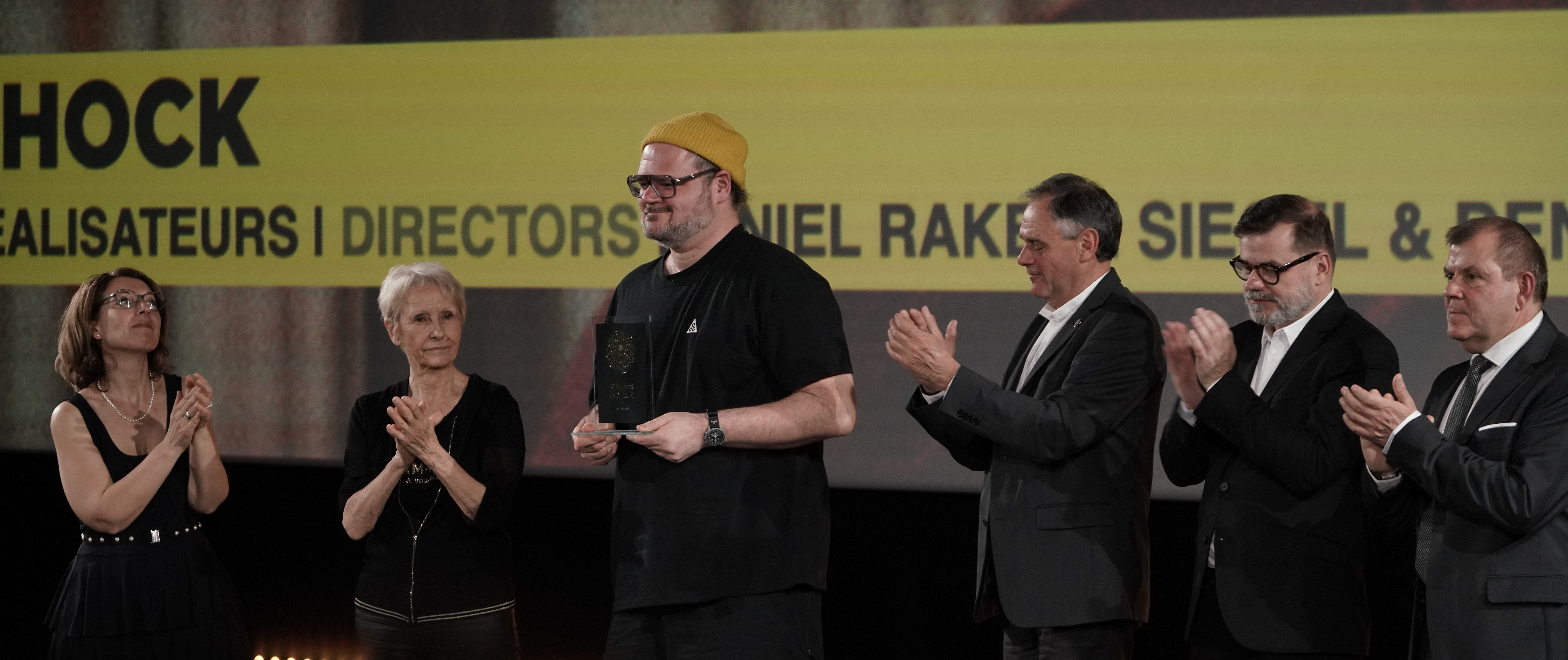
Daniel Rakete Siegel et le jury : Danielle Thiéry, Philippe Frizon, Christophe Baroche, Pascal Carreau, Christel Sire-Coupet pour le prix Police.
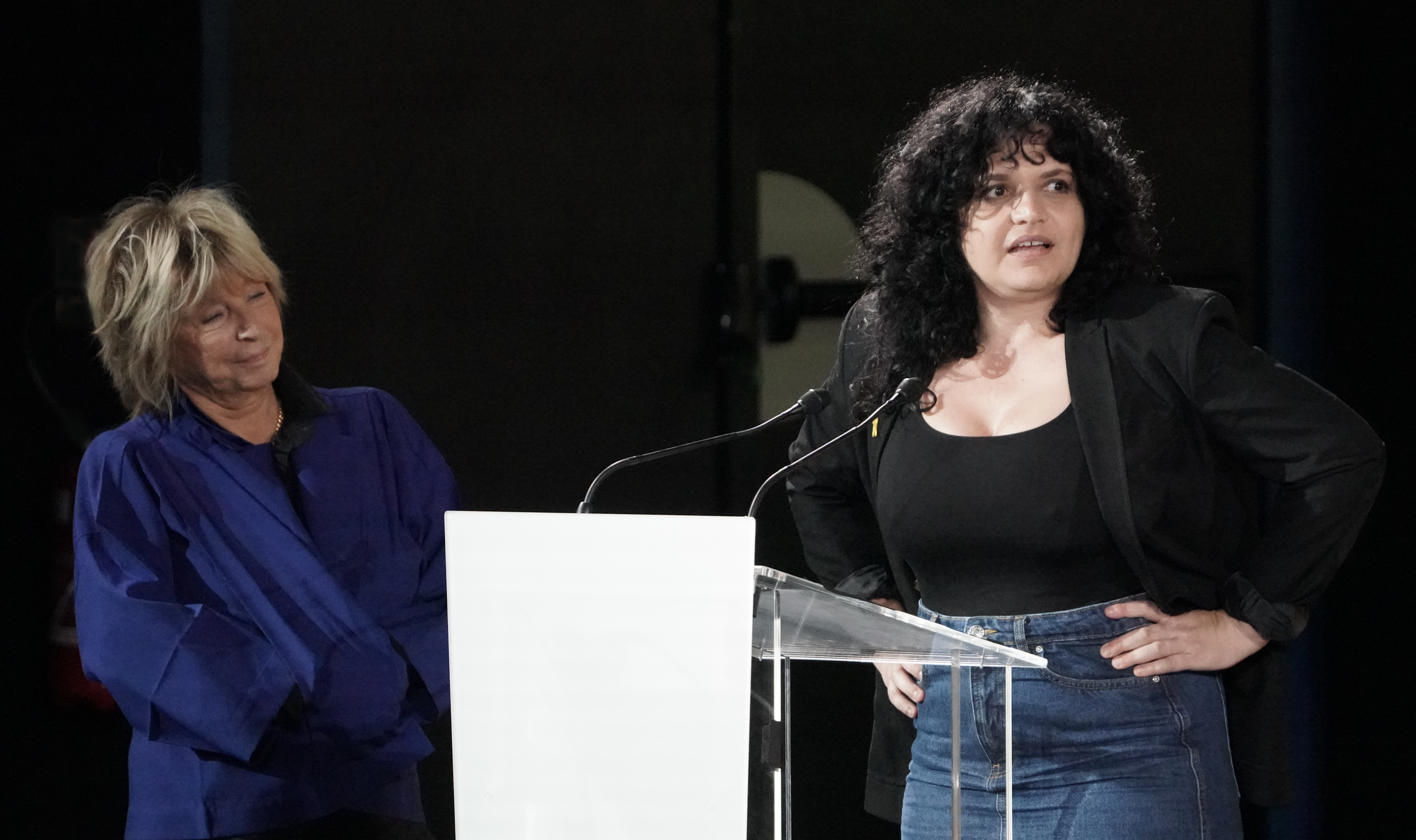
Danièle Thompson remettant le Grand prix à Maya Dreifuss.

- Grand Prix : Highway 65 de Maya Dreifuss
- Prix du jury (ex æquo) : Only the River Flows de Wei Shujun et Borgo de Stéphane Demoustier
- Prix du public : Last Stop : Yuma County de Francis Galluppi
- Prix Police : Schock de Daniel Rakete Siegel et Denis Moschitto
- Prix de la critique : Steppenwolf de Adilkhan Yerzhanov
- Prix Sang Neuf : Blaga's Lessons de Stephan Komandarev